# Anatoecus dentatus
Anatoecus dentatus är en insektsart. Anatoecus dentatus ingår i släktet Anatoecus och familjen fjäderlöss.

## Underarter
Arten delas in i följande underarter:
- A. d. dentatus
- A. d. magnicornutus